# Каролина (пирожное)
«Каролина» (исп. Carolina, баск. Karolina) — пирожное, представляющее собой корзиночку из слоёного теста, заполненную взбивным кремом. Распространено в Испании, прежде всего в Бильбао.

## Способ приготовления
Пирожное состоит из взбивного крема в виде пирамидки, помещённого на основу из слоёного теста. Его украшают яичным желтком и шоколадом.

## История
По наиболее распространённой версии, пирожное «Каролина» было создано кондитером из Бильбао, дочь которого по имени Каролина очень любила взбивной крем. Чтобы ей было удобно есть его, не пачкаясь, кондитер поместил его в корзиночку из теста.
В 1930 году рецепт пирожного «Каролина» был включён в книгу маркизы де Парабер (Марии Местайер де Эчагуэ) «Confitería y Repostería» (с исп. — «Приготовление сладостей и десертов»).
Антропоморфное пирожное «Каролина» было изображено на официальном логотипе карнавала в Бильбао в 2009 году. Логотип с пирожным был выбран из 12 работ, представленных на конкурс, с помощью оценок жюри и народного голосования. Персонаж получил имя Señor Carolino на испанском языке и Don Karolino на баскском. Подобные варианты украшения пирожного встречаются нередко: так, когда играет «Атлетик Бильбао», во многих кондитерских десерт украшают баскским беретом и красно-белым шарфом.